# أنور معروف
محمد أنور معروف (المنستير، 29 ديسمبر 1969). هو سياسي تونسي ينتمي لحركة النهضة. عين في منصب وزير تكنولوجيا الاتصال والاقتصاد الرقمي في حكومة يوسف الشاهد في أغسطس 2016. ثم اختاره مجددا الياس الفخفاخ وزير النقل واللوجستيك ضمن تشكيلة حكومته التي تسلمت مهامها في 28 فيفري 2020. قبل أن تتم إقالته في 15 جويلية من نفس السنة بعد قرار إنتقامي من رئيس الحكومة الذي قررت حركة النهضة سحب الثقة منه.
قالت حركة النهضة في أغسطس 2021، أن المكلف بتسيير وزارة الداخلية رضا غرسلاوي أصدر قرارا بوضع أنور معروف القيادي بالحركة قيد الإقامة الجبرية. وفي 1 أكتوبر رفضت المحكمة الإدارية الطعن المقدّم في القرارات الأمنية الاحترازية المتعلّقة بوضعه تحت الإقامة الجبرية.

## السيرة الذاتية
أنور معروف متحصل على درجة الدكتوراه في الرياضيات من جامعة غرينوبل (فرنسا) وماجستير في الاتصال من المعهد الوطني للاتصالات بباريس (فرنسا) وماجستير مهني في اختصاص تغيير المؤسسات من جامعة باريس دوفين (فرنسا). 

هو أيضا خبير في تكنولوجيا المعلومات والاتصال ومستشار لدى شركات نوكيا وفرانس تيليكوم، ومدير لمشاريع التحولات لدى الشركة الفرنسية للاتصالات (SFR)، وكذلك شغل خطة مستشار لدى وزير تكنولوجيات الاتصال بين 2012 و2013 مشرفا على الاستراتيجية الوطنية «تونس الرقمية 2018»، وكان عضوا بوحدة اليقظة الاستراتيجية والاستشراف برئاسة الحكومة التونسية بين 2012 و2013، ثم تولى خطّة رئيس مجلس إدارة دار الصباح ومدير القطب التكنولوجي للكرامة القابضة. 

عين في 27 أغسطس 2016 في منصب وزير تكنولوجيات الاتصال والاقتصاد الرقمي في حكومة يوسف الشاهد.

## مقالات ذات صلة
- حركة النهضة (تونس).